# Danube Upper Austria Open 2025
Il Danube Upper Austria Open 2025 è stati un torneo maschile di tennis professionistico. È stata la 4ª edizione del torneo, facente parte della categoria Challenger 100 nell'ambito dell'ATP Challenger Tour 2025, con un montepremi di 145 000 €. Si è giocato dal 28 aprile al 4 maggio 2025 sui campi in terra rossa del TC Union Mauthausen di Mauthausen, in Austria.

## Partecipanti

### Teste di serie
| Nazionalità | Giocatore              | Ranking* | Testa di serie |
| ----------- | ---------------------- | -------- | -------------- |
| Belgio      | Raphaël Collignon      | 81       | 1              |
| Brasile     | Thiago Monteiro        | 94       | 2              |
| Croazia     | Marin Čilić            | 109      | 3              |
| Italia      | Fabio Fognini          | 112      | 4              |
| Cile        | Tomás Barrios Vera     | 128      | 5              |
| Giappone    | Tarō Daniel            | 131      | 6              |
| Svizzera    | Jérôme Kym             | 133      | 7              |
| Argentina   | Thiago Agustín Tirante | 134      | 8              |

* Ranking al 21 aprile 2025.

### Altri partecipanti
I seguenti giocatori hanno ricevuto una wild card per il tabellone principale:
- Fabio Fognini
- Neil Oberleitner
- Joel Schwärzler

Il seguente giocatore è entrato in tabellone come special exempt:
- Matteo Gigante

Il seguente giocatore è entrato in tabellone nell'ambito del programma ATP Next Gen per giocatori di età inferiore ai 20 anni e classificati tra i primi 350:
- Nicolai Budkov Kjær

Il seguente giocatore è entrato in tabellone come alternate:
- Benjamin Hassan

I seguenti giocatori sono passati dalle qualificazioni:
- Thiago Seyboth Wild
- David Pichler
- Dimitar Kuzmanov
- Mika Brunold
- Jakub Paul
- Tadeáš Paroulek

Il seguente giocatore è entrato in tabellone come lucky loser:
- Nerman Fatić

## Punti e montepremi
| Torneo    | Torneo              | V      | F     | SF    | QF    | 2T    | 1T    | Q | Q2  | Q1  |
| Singolare | Punti               | 100    | 50    | 25    | 14    | 7     | 0     | 4 | 2   | 0   |
| Singolare | Premi in denaro (€) | 16 020 | 9 415 | 5 555 | 3 240 | 1 900 | 1 160 | – | 580 | 290 |
| Doppio    | Punti               | 100    | 50    | 25    | 14    | –     | 0     | – | –   | –   |
| Doppio    | Premi in denaro (€) | 6 845  | 4 050 | 2 400 | 1 420 | –     | 800   | – | –   | –   |

## Campioni

### Singolare
Cristian Garín ha sconfitto in finale  Tomás Barrios Vera con il punteggio di 3–6, 6–1, 6–4.

### Doppio
Nico Hipfl /  Jérôme Kym hanno sconfitto in finale  Ryan Seggerman /  David Stevenson con il punteggio di 7–6(9), 3–6, [10–5].